# Grammia ophir
Grammia ophir är en fjärilsart som beskrevs av Barnes och Mcdunnough 1910. Grammia ophir ingår i släktet Grammia och familjen björnspinnare. Inga underarter finns listade i Catalogue of Life.